# Skottår som börjar en torsdag
| Normalår som börjar en: | Måndag | • | Tisdag | • | Onsdag | • | Torsdag | • | Fredag | • | Lördag | • | Söndag |
| Skottår som börjar en:  | Måndag | • | Tisdag | • | Onsdag | • | Torsdag | • | Fredag | • | Lördag | • | Söndag |

Ett skottår som börjar en torsdag är ett år i den gregorianska kalendern (tidigare även den julianska), som har 366 dagar, har söndagsbokstäverna DC och vars första dag (1 januari) infaller på veckodagen torsdag. Året har enligt ISO-standarden 8601 53 veckor och 1 januari infaller i vecka 1, medan årets sista dag (31 december) infaller i vecka 53. Det återkommer liksom övriga skottår efter 28 år utom när året infaller inom 30 år före ett undantaget normalår (d.v.s. sekelår som ej är skottår); i sådant fall återkommer året efter 40 år, och om året infaller inom 10 år före ett undantaget normalår, återkommer året efter 12 år.
Ett år av denna typ får följande kalender:
| Januari | Januari | Januari | Januari | Januari | Januari | Januari | Januari |
| ------- | ------- | ------- | ------- | ------- | ------- | ------- | ------- |
| v.      | Må      | Ti      | On      | To      | Fr      | Lö      | Sö      |
| 1       |         |         |         | 1       | 2       | 3       | 4       |
| 2       | 5       | 6       | 7       | 8       | 9       | 10      | 11      |
| 3       | 12      | 13      | 14      | 15      | 16      | 17      | 18      |
| 4       | 19      | 20      | 21      | 22      | 23      | 24      | 25      |
| 5       | 26      | 27      | 28      | 29      | 30      | 31      |         |

| Februari | Februari | Februari | Februari | Februari | Februari | Februari | Februari |
| -------- | -------- | -------- | -------- | -------- | -------- | -------- | -------- |
| v.       | Må       | Ti       | On       | To       | Fr       | Lö       | Sö       |
| 5        |          |          |          |          |          |          | 1        |
| 6        | 2        | 3        | 4        | 5        | 6        | 7        | 8        |
| 7        | 9        | 10       | 11       | 12       | 13       | 14       | 15       |
| 8        | 16       | 17       | 18       | 19       | 20       | 21       | 22       |
| 9        | 23       | 24       | 25       | 26       | 27       | 28       | 29       |

| Mars | Mars | Mars | Mars | Mars | Mars | Mars | Mars |
| ---- | ---- | ---- | ---- | ---- | ---- | ---- | ---- |
| v.   | Må   | Ti   | On   | To   | Fr   | Lö   | Sö   |
| 10   | 1    | 2    | 3    | 4    | 5    | 6    | 7    |
| 11   | 8    | 9    | 10   | 11   | 12   | 13   | 14   |
| 12   | 15   | 16   | 17   | 18   | 19   | 20   | 21   |
| 13   | 22   | 23   | 24   | 25   | 26   | 27   | 28   |
| 14   | 29   | 30   | 31   |      |      |      |      |

| April | April | April | April | April | April | April | April |
| ----- | ----- | ----- | ----- | ----- | ----- | ----- | ----- |
| v.    | Må    | Ti    | On    | To    | Fr    | Lö    | Sö    |
| 14    |       |       |       | 1     | 2     | 3     | 4     |
| 15    | 5     | 6     | 7     | 8     | 9     | 10    | 11    |
| 16    | 12    | 13    | 14    | 15    | 16    | 17    | 18    |
| 17    | 19    | 20    | 21    | 22    | 23    | 24    | 25    |
| 18    | 26    | 27    | 28    | 29    | 30    |       |       |

| Maj | Maj | Maj | Maj | Maj | Maj | Maj | Maj |
| --- | --- | --- | --- | --- | --- | --- | --- |
| v.  | Må  | Ti  | On  | To  | Fr  | Lö  | Sö  |
| 18  |     |     |     |     |     | 1   | 2   |
| 19  | 3   | 4   | 5   | 6   | 7   | 8   | 9   |
| 20  | 10  | 11  | 12  | 13  | 14  | 15  | 16  |
| 21  | 17  | 18  | 19  | 20  | 21  | 22  | 23  |
| 22  | 24  | 25  | 26  | 27  | 28  | 29  | 30  |
| 23  | 31  |     |     |     |     |     |     |

| Juni | Juni | Juni | Juni | Juni | Juni | Juni | Juni |
| ---- | ---- | ---- | ---- | ---- | ---- | ---- | ---- |
| v.   | Må   | Ti   | On   | To   | Fr   | Lö   | Sö   |
| 23   |      | 1    | 2    | 3    | 4    | 5    | 6    |
| 24   | 7    | 8    | 9    | 10   | 11   | 12   | 13   |
| 25   | 14   | 15   | 16   | 17   | 18   | 19   | 20   |
| 26   | 21   | 22   | 23   | 24   | 25   | 26   | 27   |
| 27   | 28   | 29   | 30   |      |      |      |      |

| Juli | Juli | Juli | Juli | Juli | Juli | Juli | Juli |
| ---- | ---- | ---- | ---- | ---- | ---- | ---- | ---- |
| v.   | Må   | Ti   | On   | To   | Fr   | Lö   | Sö   |
| 27   |      |      |      | 1    | 2    | 3    | 4    |
| 28   | 5    | 6    | 7    | 8    | 9    | 10   | 11   |
| 29   | 12   | 13   | 14   | 15   | 16   | 17   | 18   |
| 30   | 19   | 20   | 21   | 22   | 23   | 24   | 25   |
| 31   | 26   | 27   | 28   | 29   | 30   | 31   |      |

| Augusti | Augusti | Augusti | Augusti | Augusti | Augusti | Augusti | Augusti |
| ------- | ------- | ------- | ------- | ------- | ------- | ------- | ------- |
| v.      | Må      | Ti      | On      | To      | Fr      | Lö      | Sö      |
| 31      |         |         |         |         |         |         | 1       |
| 32      | 2       | 3       | 4       | 5       | 6       | 7       | 8       |
| 33      | 9       | 10      | 11      | 12      | 13      | 14      | 15      |
| 34      | 16      | 17      | 18      | 19      | 20      | 21      | 22      |
| 35      | 23      | 24      | 25      | 26      | 27      | 28      | 29      |
| 36      | 30      | 31      |         |         |         |         |         |

| September | September | September | September | September | September | September | September |
| --------- | --------- | --------- | --------- | --------- | --------- | --------- | --------- |
| v.        | Må        | Ti        | On        | To        | Fr        | Lö        | Sö        |
| 36        |           |           | 1         | 2         | 3         | 4         | 5         |
| 37        | 6         | 7         | 8         | 9         | 10        | 11        | 12        |
| 38        | 13        | 14        | 15        | 16        | 17        | 18        | 19        |
| 39        | 20        | 21        | 22        | 23        | 24        | 25        | 26        |
| 40        | 27        | 28        | 29        | 30        |           |           |           |

| Oktober | Oktober | Oktober | Oktober | Oktober | Oktober | Oktober | Oktober |
| ------- | ------- | ------- | ------- | ------- | ------- | ------- | ------- |
| v.      | Må      | Ti      | On      | To      | Fr      | Lö      | Sö      |
| 40      |         |         |         |         | 1       | 2       | 3       |
| 41      | 4       | 5       | 6       | 7       | 8       | 9       | 10      |
| 42      | 11      | 12      | 13      | 14      | 15      | 16      | 17      |
| 43      | 18      | 19      | 20      | 21      | 22      | 23      | 24      |
| 44      | 25      | 26      | 27      | 28      | 29      | 30      | 31      |

| November | November | November | November | November | November | November | November |
| -------- | -------- | -------- | -------- | -------- | -------- | -------- | -------- |
| v.       | Må       | Ti       | On       | To       | Fr       | Lö       | Sö       |
| 45       | 1        | 2        | 3        | 4        | 5        | 6        | 7        |
| 46       | 8        | 9        | 10       | 11       | 12       | 13       | 14       |
| 47       | 15       | 16       | 17       | 18       | 19       | 20       | 21       |
| 48       | 22       | 23       | 24       | 25       | 26       | 27       | 28       |
| 49       | 29       | 30       |          |          |          |          |          |

| December | December | December | December | December | December | December | December |
| -------- | -------- | -------- | -------- | -------- | -------- | -------- | -------- |
| v.       | Må       | Ti       | On       | To       | Fr       | Lö       | Sö       |
| 49       |          |          | 1        | 2        | 3        | 4        | 5        |
| 50       | 6        | 7        | 8        | 9        | 10       | 11       | 12       |
| 51       | 13       | 14       | 15       | 16       | 17       | 18       | 19       |
| 52       | 20       | 21       | 22       | 23       | 24       | 25       | 26       |
| 53       | 27       | 28       | 29       | 30       | 31       |          |          |

Under de julianska och gregorianska kalendrarna har följande år varit av denna typ (observera att den julianska sedan 1929 endast används inom vissa ortodoxa kyrkor och sedan dess alltså inte officiellt används av någon stat för tideräkning):
| Århundrade      | Julianska kalendern    | Gregorianska kalendern | Svenska kalendern |
| --------------- | ---------------------- | ---------------------- | ----------------- |
| 000-talet f.Kr. | 29 f.Kr., 1 f.Kr.      |                        |                   |
| 000-talet       | 28, 56, 84             |                        |                   |
| 100-talet       | 112, 140, 168, 196     |                        |                   |
| 200-talet       | 224, 252, 280          |                        |                   |
| 300-talet       | 308, 336, 364, 392     |                        |                   |
| 400-talet       | 420, 448, 476          |                        |                   |
| 500-talet       | 504, 532, 560, 588     |                        |                   |
| 600-talet       | 616, 644, 672          |                        |                   |
| 700-talet       | 700, 728, 756, 784     |                        |                   |
| 800-talet       | 812, 840, 868, 896     |                        |                   |
| 900-talet       | 924, 952, 980          |                        |                   |
| 1000-talet      | 1008, 1036, 1064, 1092 |                        |                   |
| 1100-talet      | 1120, 1148, 1176       |                        |                   |
| 1200-talet      | 1204, 1232, 1260, 1288 |                        |                   |
| 1300-talet      | 1316, 1344, 1372       |                        |                   |
| 1400-talet      | 1400, 1428, 1456, 1484 |                        |                   |
| 1500-talet      | 1512, 1540, 1568, 1596 |                        |                   |
| 1600-talet      | 1624, 1652, 1680       | 1604, 1632, 1660, 1688 |                   |
| 1700-talet      | 1708, 1736, 1764, 1792 | 1728, 1756, 1784       |                   |
| 1800-talet      | 1820, 1848, 1876       | 1824, 1852, 1880       |                   |
| 1900-talet      | 1904                   | 1920, 1948, 1976       |                   |
| 2000-talet      |                        | 2004, 2032             |                   |

Denna årstyp föregås och efterföljs av följande sorters år:
| Föregås av                    | Årstyp                        | Efterföljs av                 |
| ----------------------------- | ----------------------------- | ----------------------------- |
| Normalår som börjar en onsdag | Skottår som börjar en torsdag | Normalår som börjar en lördag |